# Institut supérieur du bâtiment et des travaux publics
L'institut supérieur du bâtiment et des travaux publics (ISBA TP) est l'une des 204 écoles d'ingénieurs françaises accréditées au 1er septembre 2020 à délivrer un diplôme d'ingénieur. Il s'agit d'un diplôme de spécialité.
L'ISBA TP est une école consulaire de la chambre de commerce et d'industrie Aix-Marseille-Provence. Elle est située à Marseille dans les Bouches-du-Rhône, en région Provence-Alpes-Côte d'Azur.

## Formations
L'ISBA TP propose une formation de spécialisation en trois semestres (de septembre d'une année à décembre de l'année suivante),, avec trois spécialités possibles : 
- Ouvrages d'art.
- Infrastructures et géotechnique.
- Génie parasismique.

Le recrutement se fait à bac+5 ou équivalent, principalement à l'étranger.

## Campus
Depuis 2019, l'école est implantée dans le quartier de Vaufrèges dans le 9e arrondissement de Marseille, à proximité de l'avenue de Luminy menant au campus du même nom.

## Pour approfondir